# Sierra del Castañar
La Sierra del Castañar es una alineación montañosa perteneciente al sistema de los Montes de Toledo, situada al sur del municipio de Mazarambroz, en la provincia de Toledo, muy próxima al límite con la provincia de Ciudad Real, en la comunidad autónoma de Castilla-La Mancha, España. Se extiende a lo largo de aproximadamente 8,5 km de longitud y alcanza hasta 2 km de anchura en su tramo más amplio. La altitud varía entre los 748 metros en las zonas más bajas y los 1.344 metros en su punto más elevado, el Pico Amor, que además es la cumbre más alta de la provincia de Ciudad Real.  

## Medio físico
La Sierra del Castañar presenta un sustrato compuesto mayoritariamente por rocas paleozoicas cuarcíticas y pizarrósicas, correspondientes a las formaciones cámbricas y ordovícicas de los Montes de Toledo y metamorfizadas durante la orogenia hercínica en el Pérmico Superior. El relieve, con rasgos propios del modelo apalachense, exhibe pliegues y sinclinales de gran continuidad lateral. La red hidrográfica responde a un régimen mediterráneo pluvio-estacional, con escorrentías que drenan hacia las cuencas del Tajo por el norte y Algodor, por el sur. Durante los períodos de lluvia intensa, estos cauces generan profundas vaguadas y barrancos, que pueden superar los 50 m de desnivel y configuran un paisaje marcado por cárcavas y hondonadas. La vegetación de ribera se concentra en los lechos encajonados, mientras que las laderas acogen matorral mediterráneo y bosques de encina y roble albar.

## Flora y fauna
La Sierra del Castañar presenta un medio natural dominado por un bosque de castaño en sus zonas más elevadas, acompañado por extensas formaciones de encinares y un sotobosque característico de matorral mediterráneo donde abundan especies como la jara pringosa, el madroño y el labiérnago.
Este entorno constituye un hábitat privilegiado para especies emblemáticas en peligro de extinción, como el lince ibérico, cuya población ha alcanzado cifras récord en Castilla-La Mancha en los últimos años. También habitan el espacio el águila imperial ibérica, el buitre negro y la cigüeña negra.
La fauna más común incluye al jabalí, el corzo y, en menor medida, el ciervo, visibles sobre todo en zonas de umbría o próximas a cursos de agua.

## Comunicaciones
El acceso principal a la Sierra del Castañar se efectúa desde la carretera nacional N-401, desviándose en el término municipal de Mazarambroz por una pista forestal que conduce hasta el paraje del Riscos del Amor. Otra vía de entrada discurre por la CM-410 en dirección a Cuerva, tomando un camino a la izquierda poco antes de finalizar las edificaciones de Mazarambroz que, tras 3,6 km de pista, lleva directamente al corazón de la sierra.
Para senderistas y ciclistas existen varios itinerarios señalizados, entre los que destaca la ruta circular de los Riscos del Amor, de unos 10,35 km y 513,9 m de desnivel, que recorre los principales miradores y forma parte de la Red de Senderos de la Diputación de Toledo. Asimismo, desde Los Yébenes se accede mediante la CM-4017 y pistas rurales que enlazan con la ladera sur de la sierra, formando parte de recorridos de bicicleta de montaña y paseos guiados por la Dehesa del Común.